# Alf Svensén
Alf Erik Gillis Svensén est un gymnaste artistique suédois né le 28 juillet 1893 à Tveta (sv) et mort le 17 décembre 1935 à Stockholm.

## Biographie
Alf Svensén fait partie de l'équipe de Suède qui remporte la médaille d'or en système suédois par équipes aux Jeux olympiques d'été de 1920 se tenant à Anvers.